# Westchester Knicks
Westchester Knicks is een Amerikaanse basketbalclub uit White Plains opgericht in 2014 die uitkomt in de NBA G League.

## Geschiedenis
De club werd in 2014 opgericht als opleidingsploeg van de New York Knicks. De eerste hoofdcoach werd Kevin Whitted maar hij vertrok nadat de Knicks zich niet konden plaatsen voor de play-offs. De tweede coach werd Mike Miller. In de clubs tweede seizoen verloren ze in de eerste ronde van de play-off's van de Sioux Falls Skyforce. In het seizoen 2016/17 haalde de club de play-off's niet.
In het seizoen 2017/18 verloren ze in de play-off's van de Raptors 905. Het seizoen erop wonnen ze eerst van de Windy City Bulls maar verloren daarna van de Lakeland Magic. Na het seizoen werd Derrick Alston aangesteld als hoofdcoach. Het eerste seizoen onder Alston werd halverwege gestopt door de coronacrisis. In de volgende twee seizoenen onder Alston slaagde de ploeg er niet in om de play-off's te halen.
In 2022 werd DeSagana Diop hoofdcoach bij de Kicks en in 2024 won de club de NBA G League Showcase Cup Tournament. De play-offs halen lukte twee seizoenen op rij niet. In het seizoen 2024/25 werden de play-offs wel gehaald na een tweede plaats in het reguliere seizoen in hun reeks. De Kicks verloren echter in de kwartfinale meteen van de Maine Celtics.

## Erelijst
- NBA G League Showcase Cup Tournament: 2024
- NBA G League Sportsmanship Award: Keith Wright (2017), Ivan Rabb (2020)
- NBA G League Coach of the Year Award: Mike Miller (2018)
- All-NBA G League First Team: Jared Harper (2021)
- All-NBA G League Second Team: Jimmer Fredette (2016)
- All-NBA G League Third Team: Jordan Bachynski (2016), Trey Burke (2018), Luke Kornet (2018)

## Resultaten
| Seizoen | Wins | Verlies | Play-offs   | Coach          |
| ------- | ---- | ------- | ----------- | -------------- |
| 2014/15 | 10   | 40      |             | Kevin Whitted  |
| 2015/16 | 28   | 22      | kwartfinale | Mike Miller    |
| 2016/17 | 19   | 31      |             | Mike Miller    |
| 2017/18 | 32   | 18      | kwartfinale | Mike Miller    |
| 2018/19 | 29   | 21      | kwartfinale | Mike Miller    |
| 2019/20 | 17   | 24      |             | Derrick Alston |
| 2020/21 | 7    | 8       |             | Derrick Alston |
| 2021/22 | 17   | 15      |             | Derrick Alston |
| 2022/23 | 9    | 23      |             | DeSagana Diop  |
| 2023/24 | 12   | 22      |             | DeSagana Diop  |
| 2024/25 | 22   | 12      | kwartfinale | DeSagana Diop  |

## Bekende (oud-)spelers
| - Yor Anei - Langston Galloway - Kenny Wooten - James Young - Jimmer Fredette | - Thanasis Antetokounmpo - György Golomán - Nikola Jovanović |